# Пацувий Антисций Лабеон
Вижте пояснителната страница за други личности с името Лабеон.
Пацувий Антисций Лабеон (на латински: Pacuvius Antistius Labeo, Quintus; Pacuvius Labeo Antistius Labeonis Antistii pater; † 42 пр.н.е.) вероятно и Квинт e римски юрист от фамилията Антисции и един от убийците на Юлий Цезар.
Той е ученик на Сервий Сулпиций Руф и е написал книга.
През 44 пр.н.е. е убеден от Брут да участва в атентата против Цезар. През 42 пр.н.е. той е легат във войската на Цезаровите убийци. След тяхната загуба против Марк Антоний и Октавиан в битката при Филипи той не желае да живее по-дълго от Брут, който, както му било разказано, в смъртта си назовал неговото име. Затова той изкопава в палатката си един гроб и нарежда на един роб да го убие. Робът го погребва в палатката му.
Неговият син Марк Антистий Лабеон († 10/11 г.) е известен римски юрист.